# Жуль Гаабо
Жуль Гаабо (фр. Jules Haabo, нар. 3 вересня 1993) — гвіанський футболіст, нападник клубу «Етуаль Матурі» та національної збірної Французької Гвіани.

## Клубна кар'єра
У дорослому футболі дебютував 2016 року виступами за команду «Етуаль Матурі», кольори якої захищає й донині.

## Виступи за збірну
8 жовтня 2016 року дебютував в офіційних матчах у складі національної збірної Французької Гвіани в грі проти збірної Сент-Кіттс і Невісу (1:0).
У складі збірної був учасником розіграшу Золотого кубка КОНКАКАФ 2017 року в США.